# 드립 커피

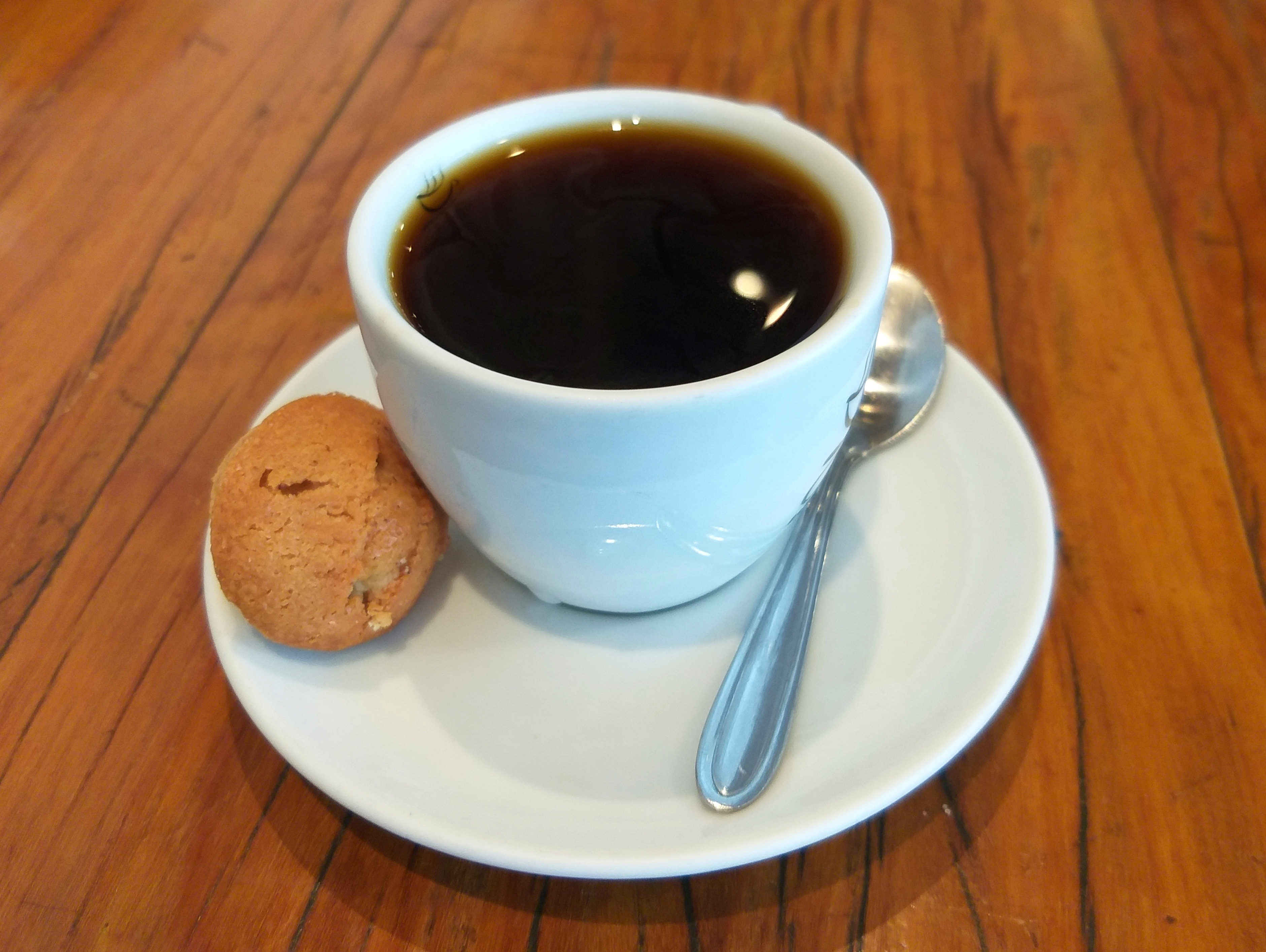
드립 커피

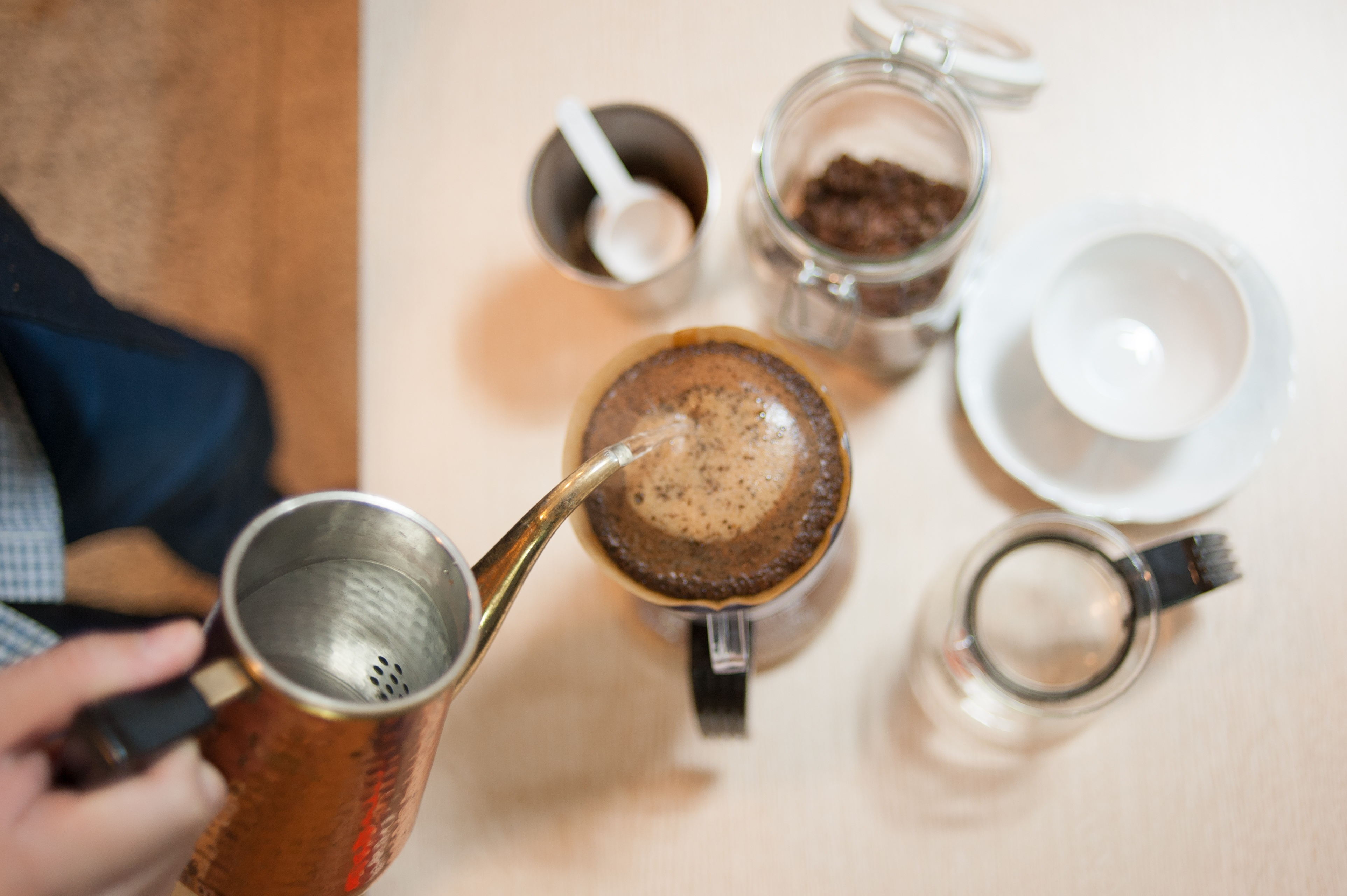
커피 드립

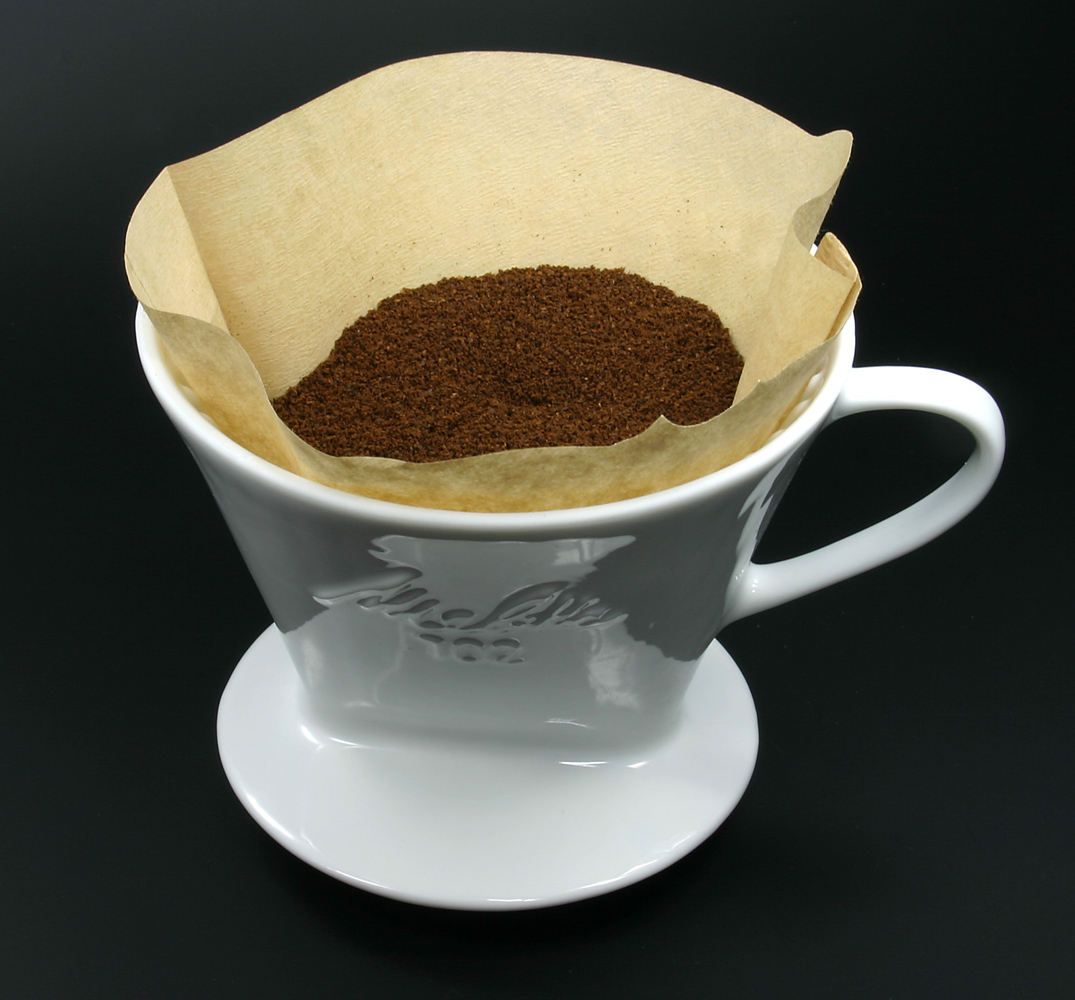
밀리타 드리퍼. 물이 커피를 지나 필터를 통과하여 커피잔에 담긴다.

드립 커피(drip coffee)란 볶아서 간 커피 콩을 거름 장치에 담고, 그 위에 물을 부어 만드는 커피이다. 드립 브류(drip brew)라 함은 이와 같이 커피를 만드는 방법을 일컫는다. 거름 장치를 필터라고도 일컬으므로, 드립 커피를 다른 말로 필터 커피(filter coffee)라고 한다.
커피를 만드는 사람은, 물을 커피 사이로 스며나오게 한다. 단지, 중력만 이용하여 그렇게 하는 것이다. 물은 커피 층을 지나가면서 커피의 기름 성분과 에센스를 흡수한다. 그 다음 물이 필터 아래쪽을 통과한다. 커피 가루는 필터를 통과하지 않으며, 필터를 통과한 액체 성분만 카라페, 커피폿 등의 용기쪽으로 떨어져서(드리핑되어), 안쪽에 담긴다.

## 필터
전 세계적으로 종이 필터가 널리 쓰인다. 종이 필터는 독일의 멜리타 벤츠(Melitta Bentz)가 1908년에 발명하였다. 커피를 추출하고 나서, 커피 가루와 함께 종이 필터를 바로 버릴 수 있다는 점이, 종이 필터의 장점 중 한 가지이다. 필터를 청소할 필요가 없는 것이다.
또한 금속 필터도 널리 쓰인다. 특히 인도에서는 금속 필터가 많이 쓰인다. 금속제 필터는 구멍이 있는 얇은 금속판으로 만든다. 금속 필터는 커피 가루는 통과 못하게 하면서, 커피는 통과시킨다. 따로 필터를 구매할 필요가 없는데, 지구 어느 한 편에서는 별도의 필터를 구하기 힘들기 때문에 이 점이 매우 유용하다.
또, 많은 수의 커피 머신에서는 영구적인 [플라스틱] 필터도 사용된다. 고운 체 형태의 플라스틱 필터가 쓰인다. 영구적인 플라스틱 필터는 관리에 귀찮은 면이 있지만, 경제적이고 또한 친환경적이기도 하다.

## 특징
드립 커피 제조 방식은 커피 세계에서 가장 흔한 커피 제조 방식이다. 커피메이커의 인기 덕분이다. 자동 커피메이커 말고도, 수동식 드립-브류잉 기기가 시장에서 팔리고 있기도 하다. 수동식 기기를 쓰면, 커피 제조에 있어서, 기호에 맞게 파라미터를 조절할 수 있기 때문이다. 또한, 소형, 휴대용의 1컵만 만들어주는 드립 브류 메이커가 시중에 나와 있다. 필터를 받칠 수 있는 받침대를 컵 위에 설치하고, 뜨거운 물을 그 위에 붓는다. 그 뜨거운 물이 바로 컵으로 드립된다.
직접 손으로 뜨거운 물을 부어서 만드는 드립 커피를 핸드드립 혹은 핸드드립커피라고 일컫는다. 거름 종이를 받치는 장치를 드리퍼라고 일컬으며, 드리퍼를 받치며 내려진 커피를 담는 주전자를 서버라고 일컫는다.
종이 필터를 사용하여 만든 드립 커피는 일반적으로 다음과 같은 특징이 있다. 비교적 깔끔하고, 경쾌하다.  침전물이 적다. 하지만 커피의 기름 성분(oil)과 에센스가 좀 결여되어 있을 수 있다. 이들이 종이 필터에 남아 있을 수 있기 때문이다.

## 기타
니폴리탄 플립 커피팟과 같은 커피팟을 사용한 드립 커피 종류도 있다.

## 같이 보기
- 인스턴트 커피
- 터키식 커피
- 인도식 필터 커피
- 에스프레소
- 카페 아메리카노